# Alyson Williams

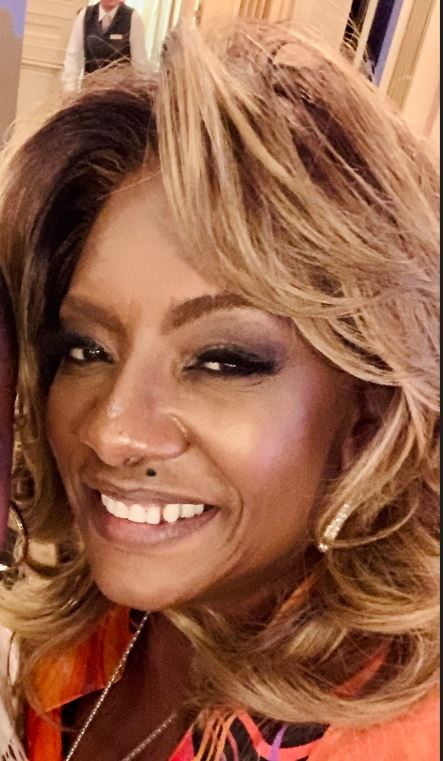
Alyson Williams (2023)

Alyson Williams (* 11. Mai 1962 in Harlem, New York) ist eine US-amerikanische R&B-Sängerin.

## Biografie
Williams, die Tochter des Jazz-Trompeters Bobby Booker, hatte zwischen 1987 und 1992 neun Hits in den amerikanischen R&B-Charts, fünf davon erreichten die Top-10: Sleep Talk, Just Call My Name (1989), I Need Your Lovin’ (1990), Can’t Have My Man sowie Just My Luck (1992). I Need Your Lovin’ war darüber hinaus auch ihr einziger Top-10-Erfolg in den britischen Singles-Charts. Williams stand zu diesem Zeitpunkt beim renommierten Hip-Hop-Label Def Jam unter Vertrag.
Ende 1989 erhielt sie in Großbritannien eine Gold-Auszeichnung für ihr Debütalbum Raw. Ihr zweites Album war weit weniger erfolgreich. Nach einer langen Pause erschien erst 2004 ein neues Werk.
Vor ihren Hits sang Williams im Background von Künstlern wie Melba Moore, Evelyn "Champagne" King, Kurtis Blow oder Bobby Brown. Ferner entstanden Duette mit Tashan, Oran „Juice“ Jones und Chuck Stanley. Außerdem war sie Mitglied der R&B-Band High Fashion, die nur einen Top-40-Hit schaffte: Feelin’ Lucky Lately (1982, Platz 32).

## Diskografie

### Alben
| Jahr | Titel Musiklabel             | Höchstplatzierung, Gesamtwochen, AuszeichnungChartplatzierungen (Jahr, Titel, Musiklabel, Platzierungen, Wochen, Auszeichnungen, Anmerkungen) | Höchstplatzierung, Gesamtwochen, AuszeichnungChartplatzierungen (Jahr, Titel, Musiklabel, Platzierungen, Wochen, Auszeichnungen, Anmerkungen) | Anmerkungen |
| Jahr | Titel Musiklabel             | UK | R&B | Anmerkungen |
| ---- | ---------------------------- | --- | --- | ----------- |
| 1989 | Raw Def Jam                  | UK29 Gold · (21 Wo.)UK | R&B25 (69 Wo.)R&B |             |
| 1992 | Alyson Williams OBR/Columbia | — | R&B31 (24 Wo.)R&B |             |

Weitere Alben
- 1990: Cooked (Def Jam, Remixalbum)
- 2004: It’s About Time (Expansion)

### Singles
| Jahr | Titel Album                           | Höchstplatzierung, Gesamtwochen, AuszeichnungChartplatzierungen (Jahr, Titel, Album, Platzierungen, Wochen, Auszeichnungen, Anmerkungen) | Höchstplatzierung, Gesamtwochen, AuszeichnungChartplatzierungen (Jahr, Titel, Album, Platzierungen, Wochen, Auszeichnungen, Anmerkungen) | Anmerkungen       |
| Jahr | Titel Album                           | UK | R&B | Anmerkungen       |
| ---- | ------------------------------------- | --- | --- | ----------------- |
| 1987 | Make You Mine Tonight Raw             | — | R&B66 (8 Wo.)R&B | mit Chuck Stanley |
| 1989 | Sleep Talk Raw                        | UK17 (9 Wo.)UK | R&B3 (16 Wo.)R&B |                   |
| 1989 | My Love Is So Raw Raw                 | UK34 (5 Wo.)UK | R&B12 (14 Wo.)R&B | feat. Nikki D     |
| 1989 | Just Call My Name Raw                 | — | R&B4 (18 Wo.)R&B |                   |
| 1989 | I Second That Emotion –               | UK44 (5 Wo.)UK | — |                   |
| 1990 | I Need Your Lovin’ Raw                | UK8 (11 Wo.)UK | R&B5 (16 Wo.)R&B |                   |
| 1990 | Not on the Outside Raw                | — | R&B35 (10 Wo.)R&B |                   |
| 1992 | Can’t Have My Man Alyson Williams     | — | R&B7 (17 Wo.)R&B |                   |
| 1992 | Just My Luck Alyson Williams          | — | R&B6 (15 Wo.)R&B |                   |
| 1992 | Everybody Knew But Me Alyson Williams | — | R&B63 (7 Wo.)R&B |                   |

Weitere Singles
- 1986: Yes We Can Can